# 昌图站
昌图站位于中国辽宁省铁岭市昌图县昌图镇，于1903年7月启用，为沈阳铁路局沈阳车务段管辖的三等站。经过铁路有京哈铁路。

## 使用情况
昌图站是京哈铁路车站。日均办理旅客列车约40列，包括各类旅客列车。